# 5 Pułk Piechoty Cesarstwa Austriackiego
5 Pułk Piechoty Cesarstwa Austriackiego (pierwotnie jako 1 Pułk Garnizonowy) – jeden z austriackich pułków piechoty okresu Cesarstwa Austriackiego.
Okręg poboru: Węgry. Pułkownik komenderujący: Franz von Dalquen. W 1808 rozwiązany, odtąd nr 5 stanowił vacat w austriackiej piechocie liniowej. Funkcjonował jako 1 i 2 batalion garnizonowy.

## Mundur
- Typ: niemiecki
- Bryczesy: białe
- Wyłogi: ciemny niebieski, od 1807 czarny
- Guziki: białe

## Garnizony
- 1802 Czernowitz/ Czerniowce (Ukraina)
- 1804 Triest (Włochy)